# Bogislaus von der Pahlen
Bogislaus von der Pahlen, född 1646, död 1719, var en svensk friherre och militär.

## Biografi
Bogislaus von der Pahlen föddes 1646. Han var son till överstelöjtnant Johan von der Pahlen och Elisabet Christina Catharina von Rosen. von der Pahlen blev volontär vid Robert Douglas armé i Kurland 1658, kornett vid Jakob Yxkulls regemente 1659 och tog därefter avsked. År 1662 gick von der Pahlen i fransk tjänst vid tyska gardet som kadett, och tjänade där under ett och ett halvt år. Han blev ryttmästare vid Åbo läns kavalleriregemente 5 december 1666, major där 29 juli 1676, överstelöjtnant vid adelsfanefördubblingsregementet 26 augusti samma år och erhöll avsked 20 december 1678. Tillsammans med sina bröder upphöjdes han 18 oktober 1679 till friherre och introducerades i Sveriges Riddarhus 1680 som nummer 75. von der Pahlen blev arrendator av slottsgodset Ober-Pahlen 1697, var överste och chef för Estländska Harriska lantmilisregementet 5 mars 1701 och kommendant i Reval. Han uppgav stadens fästning till ryssarna 29 oktober 1710. von der Pahlen permitterades för ålder och sjuklighet. Han avled 1719 och begravdes 27 augusti samma år.
Han blev 1710 krigsfånge hos ryssarna, men frigavs snart på grund av ålder och sjuklighet.

### Egendom
von der Pahlen ägde Reggafer i Ampels socken.

### Familj
von der Pahlen gifte sig första gången 6 december 1666 i Stockholm med Elsa Kyle, dotter till landshövdingen Hans Kyle och Elisabet Catharina von der Lühe. De fick tillsammans barnen Christina Catharina von der Pahlen som var gift med friherren Hans Christoffer von Zedlitz, löjtnanten Gustaf Otto von der Pahlen (född 1670) och hovfröken Hedvig Margareta von der Pahlen (1672–1755).
Han gifte sig andra gången 8 april 1697 med friherrinnan Helena Wrangel (död 1727), dotter till översten friherre Herman Wrangel af Luudenhoff och Anna Dorotea von Tiesenhausen.